# Mannlicher M.95
El Mannlicher M.95 (Modelo 1895), llamado también Mannlicher holandés, fue el fusil estándar de las Fuerzas Armadas de los Países Bajos entre 1895 y 1945, reemplazando al obsoleto Beaumont-Vitali M1871/88. 

## Historia

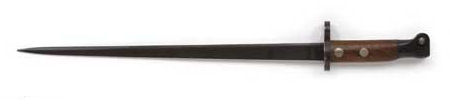
La bayoneta del M.95.

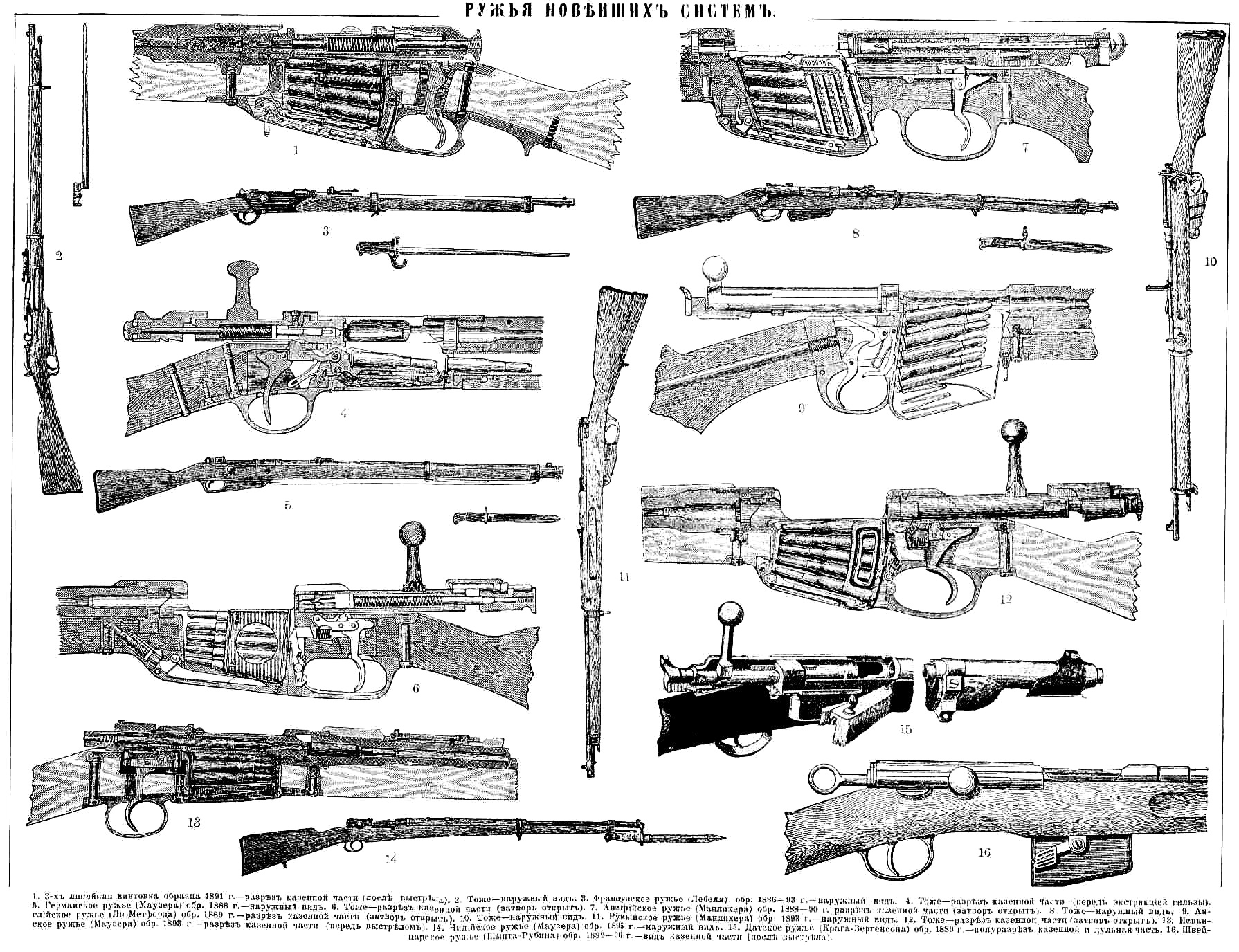
Dibujos esquemáticos del M.95 (Fig. #11 y #12).

En la década de 1880 se dieron dos importantes desarrollos que alteraron el paradigma del armamento de la época: la adopción de fusiles de cerrojo con depósito para varios cartuchos y la invención de la pólvora sin humo. El 23 de febrero de 1886, el Ministerio de Guerra holandés nombró una "comisión con el propósito de evaluar el tema del fusil", a la cual se le encargó reunir información sobre el nuevo sistema del fusil. Aunque el tema de encontrar un nuevo fusil era visto como una meta a largo plazo, también se consideró la inmediata adopción de un fusil con depósito. Hacia 1888, el fusil holandés Beaumont fue modificado con el depósito de 4 cartuchos del Vetterli-Vitali para servir como una solución provisoria al "tema del fusil".
Respecto a la adopción de un nuevo fusil, la comisión utilizó dos principios: el fusil debía haber sido adoptado, o al menos tomado en cuenta para su adopción por otros países, además de centrarse en el cañón, el cerrojo y el cartucho que emplearía. Un tema adicional fue la inclusión de un mecanismo obturador del depósito, que permitiría emplear el arma como un fusil monotiro, de la misma forma que el recientemente adoptado Beaumont-Vitali M.71/88. En 1890, el jefe del Estado Mayor y el Inspector de la Infantería permitieron a la comisión descartar el obturador del depósito, convirtiendo al fusil en uno de repetición. Se probaron nueve fusiles de cerrojo alimentados mediante peine: el Mannlicher M1886 austrohúngaro, el Vinci italiano, el Bergman, el Nagant belga, el Pieper mejorado belga, el Krag-Jørgensen noruego, el Frey suizo fabricado en Neuhausen, el Mauser Modelo 1888 alemán y un fusil Mannlicher mejorado de la fábrica de August Schriever en Lieja, Bélgica. Además de tener su propia fábrica de armas, August Schriever también era representante de la Oesterrreichishe Waffenfabriks Gesellschaft Steyr.
Algunos fusiles fueron descalificados de inmediato: el fusil Vinci fue ofrecido con muy pocos cartuchos para ser probado; el Mauser Modelo 1888 fue ofrecido sin munición alguna. Se recomendó crear un fusil a partir de los mejores elementos de los fusiles probados, siendo el Mannlicher de August Schriever el modelo base predilecto. Sin embargo, la empresa Nagant envió a última hora un nuevo fusil mejorado, que era alimentado mediante un peine tipo Mauser.
Entonces se decidió probar ambos fusiles y para fines de noviembre de 1890, se les solicitó a los dos fabricantes proveer los fusiles necesarios para una prueba a gran escala. Ambos fabricantes estuvieron de acuerdo con proveer los fusiles, al exorbitante precio de 155 florines cada uno. Después de otras pruebas a pequeña escala, la comisión decidió concentrarse en tres fusiles: el Mauser Modelo 1888, el Mannlicher modificado de August Schriever y el Nagant. Cuando finalmente se adquirió la munición para el Mauser Modelo 1888, el arma fue probada y finalmente retirada de la lista de fusiles: se podían introducir dos cartuchos a la vez en la recámara del Mauser Modelo 1888, con la punta de la bala del segundo impactando la cápsula fulminante del cartucho que ya estaba dentro de la recámara, con resultados catastróficos.
Aunque la comisión inicialmente se concentró en un calibre entre 7,5 mm y 8 mm, también se probó un fusil Schriever con cañón calibrado para el cartucho italiano 6,5 x 52 Mannlicher-Carcano. Como la comisión concluyó que el cartucho de 6,5 mm no tenía desventajas en comparación al cartucho de 7,65 mm probado, se le dio preferencia al cartucho de 6,5 mm debido a su menor peso. Como se prefería el sistema de recarga Mannlicher, el tema estaba casi resuelto, con el Mannlicher modificado de Schriever siendo el candidato predilecto.
En marzo de 1892, se envió al Ministerio de Guerra el borrador de un contrato para 100 fusiles a fin de ser aprobado. En aquel momento, se planteó el tema del método de transporte. El arma iba a ser portada con correas portafusil y de ser así, ¿cómo serían estas? Después de decidirse por una correa portafusil modelo alemán y sus respectivas armellas, se planteó el tema de un guardamanos. Después de pequeños cambios en la culata y las abrazaderas, este problema también fue resuelto. Finalmente se le hicieron pequeños ajustes al alza y otras piezas pequeñas, hasta que el arma fue oficialmente designada como Geweer M.95 el 4 de diciembre de 1895.
Inicialmente fue producido por Steyr Mannlicher para los holandeses, pero después de 1904 fue producido bajo licencia en los talleres Artillerie Inrichtingen en Hembrug Zaandam , Países Bajos. Aunque frecuentemente se le considera basado en el primigenio Mannlicher M1893, este fusil es de hecho una modificación realizada por August Schriever y la comisión holandesa de fusiles.
Los fusiles holandeses y rumanos empleaban el mismo cartucho 6,5 x 54 R, frecuentemente mencionado como "6,5 Holandés" o "6,5 Rumano". En los M.95, los cartuchos eran cargados mediante un peine en bloque, similar al empleado posteriormente por el M1 Garand del Ejército estadounidense. En el sistema Mannlicher, cuando el cerrojo está abierto se inserta un peine en bloque lleno dentro del depósito. El peine vacío caerá a través de un agujero en la base del depósito después de introducir el último cartucho en la recámara. Esto permitía una recarga rápida de los fusiles en combate. Cuando el cerrojo está abierto, los peines llenos o medio llenos pueden ser eyectados hacia arriba desde el depósito mediante un retén accionado por resorte en la parte posterior del mismo. Este es operado por un botón situado delante del gatillo. Los peines eran desechables, porque la munición era suministrada dentro de estos.   
El cartucho también tuvo un éxito limitado como munición de cacería, siendo empleado incluso por el famoso cazador de elefantes W. D. M. Bell.
El M.95 era bastante moderno cuando fue adoptado, pero totalmente obsoleto hacia el final de su vida útil. El Ejército holandés no tenía los fondos necesarios para reemplazarlo, por lo que estuvo en servicio por 47 años, siendo uno de los fusiles militares con el servicio más largo del mundo. Los holandeses emplearon unos 470.000 fusiles M.95.
Fue el fusil estándar del Real Ejército de las Indias Orientales Holandesas hasta la invasión japonesa.  
Durante la invasión alemana de 1940, la Infantería Ligera armada con el M.95 quedó en desventaja al enfrentarse a las tropas alemanas armadas con grandes cantidades de ametralladoras ligeras, subfusiles como el MP40 y fusiles como el Mauser Kar 98k. En 1942, las tropas del Real Ejército de las Indias Orientales Holandesas fueron equipadas con fusiles estadounidenses y británicos, poniendo fin al uso del M.95, aunque en la posguerra algunos de estos fusiles fueron recalibrados para emplear el cartucho .303 British y suministrados como armas policiales. Ambos bandos emplearon fusiles M.95 durante la Revolución indonesia. Cuando esta terminó, los fusiles restantes fueron entregados por el Real Ejército de las Indias Orientales Holandesas a las nuevas Fuerzas Armadas indonesias. En la década de 1950, las Fuerzas Armadas indonesias recalibraron sus fusiles y carabinas M.95 para poder emplear el cartucho .303 British, añadiéndoles un freno de boca a las carabinas. La Policía de Surinam empleó el M.95 hasta 1955.

## Variantes

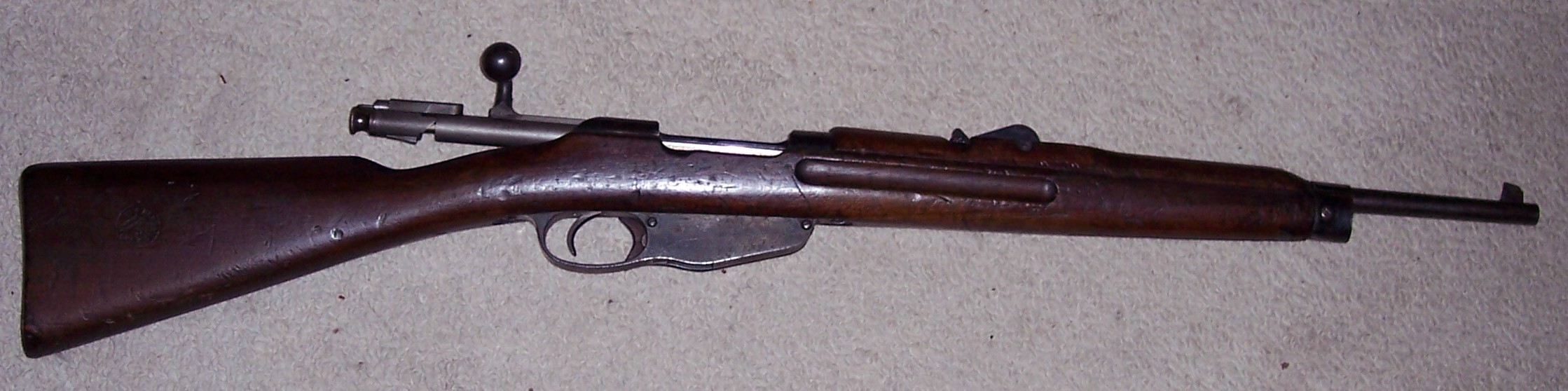
Una carabina No.4.

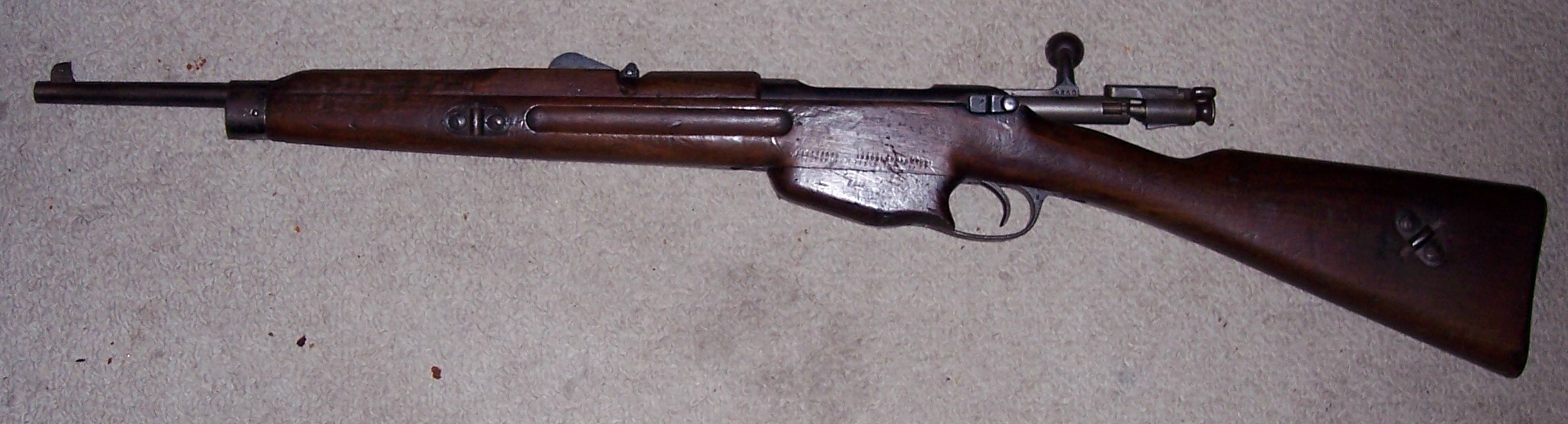
Acercamiento de la cubierta de madera del depósito de la carabina No.4.

Se produjeron 9 variantes del M.95, principalmente carabinas (que apenas se distinguían por las anillas para la correa portafusil), entre las cuales figuran:
- Karabijn No.1 Oud Model (Modelo viejo), introducida en 1896[10] y diseñada para la caballería y la Koninklijke Marechaussee. Más tarde pasó a ser la carabina oficial del Real Ejército de las Indias Orientales Holandesas en 1911 (1925 para las unidades coloniales en Java).[11]
- Karabijn No.2 para la Koninklijke Marechaussee, con una bayoneta plegable.
- Karabijn No.3, modelo para Ingenieros y Artillería.
- Karabijn No.4 (diseñada en 1909), un M.95 acortado y creado para las tropas ciclistas holandesas, con una cubierta de madera en el lado izquierdo del depósito.
- M.95 Loopgraafgeweer (diseñado en 1916), un M.95 con un periscopio para guerra de trincheras.

Alrededor de 1930 se introdujeron nuevos modelos (Nieuw Model) de las carabinas No.1, No.2, No.3 y No.4. 
En 1936 se introdujo la carabina más corta No.5. Esta era un M.95 acortado al tamaño de una cabarabina. Las primeras 9.500 fueron suministradas a la artillería de campaña y a la artillería antiaérea. Se produjo un total de 35.500 carabinas.

### Designaciones alemanas de fusiles capturados
Cuando Alemania ocupó Holanda, sus armas capturadas (beutewaffen) fueron clasificadas para su posterior empleo. La letra G significa Gewehr (fusil), Gr. G. significa Graben-Gewehr (fusil de trinchera o fusil periscópico), K significa Karabiner (carabina) y (h) significa holländisch (holandés).
- G 211 (h) = Geweer M.95 (fusil de infantería)
- Gr. G 212 (h) = M.95 Loopgraafgeweer  (fusil periscópico)
- K 411 (h) = Karabijn No.1 Nieuw Model (carabina No.1 Modelo nuevo, caballería)
- K 412 (h) = Karabijn No.1 Oud Model (carabina n.º 1 Modelo viejo, caballería)
- K 413 (h) = Karabijn No.3 Oud Model & Nieuw Model (carabina n.º 3 Modelo viejo y Modelo nuevo, artillería e ingenieros)
- K 414 (h) = Karabijn No.4 Oud Model & Nieuw Model (carabina n.º 4 Modelo viejo y Modelo nuevo, tropas ciclistas)

La carabina n.º 2 no llegó a ser clasificada, debido a que se capturaron muy pocas. La carabina n.º 5 recibió la misma designación que el M.95.

## Usuarios
- Países Bajos
- Alemania nazi: fusiles capturados
- España
- Indonesia[1]
- Japón:[1] fusiles capturados

## Galería

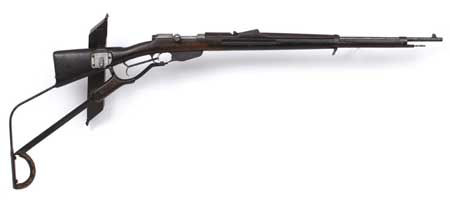
Un fusil periscópico M.95.
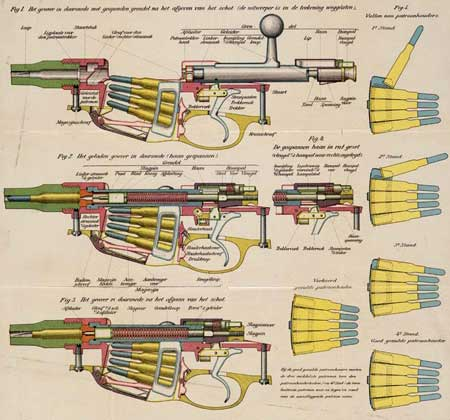
Esquema de funcionamiento del M.95.
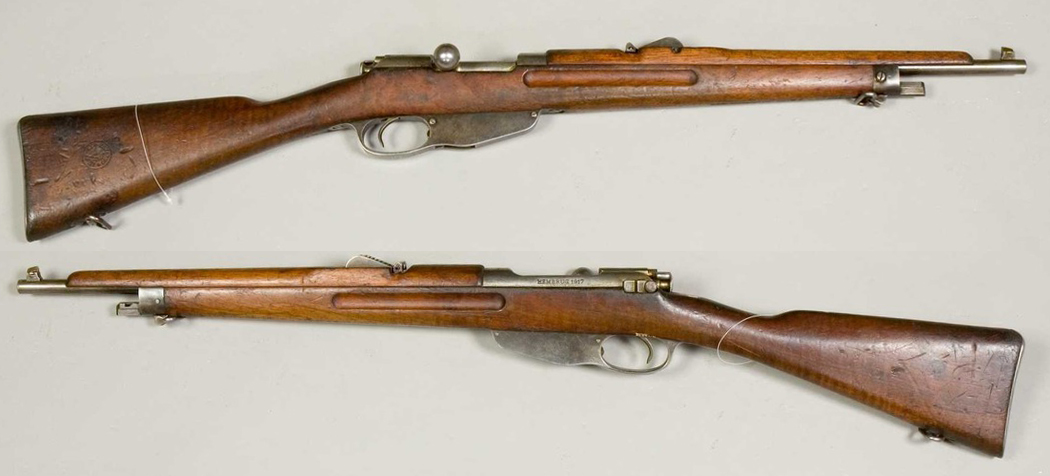
La Carabina No.3 Modelo Antiguo del Museo del Ejército sueco.
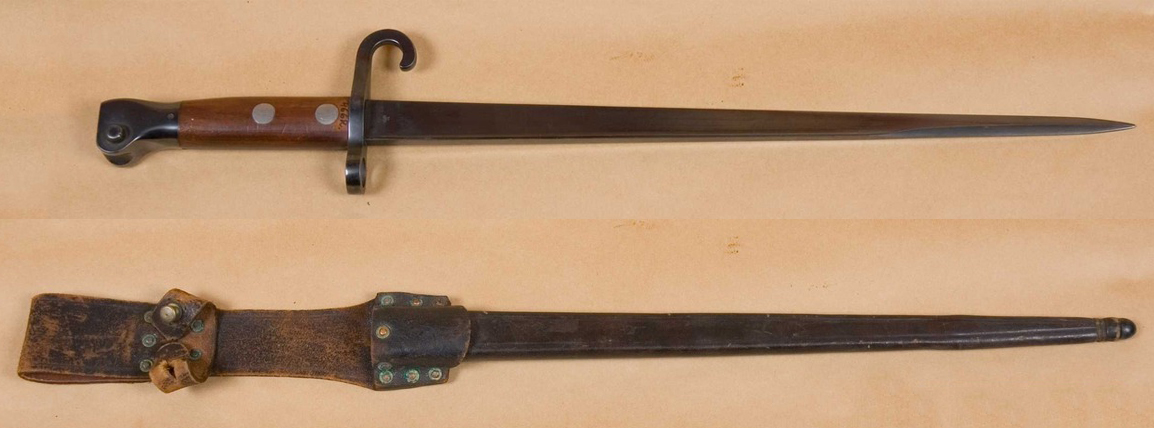
Bayoneta junto a su vaina con tahalí.
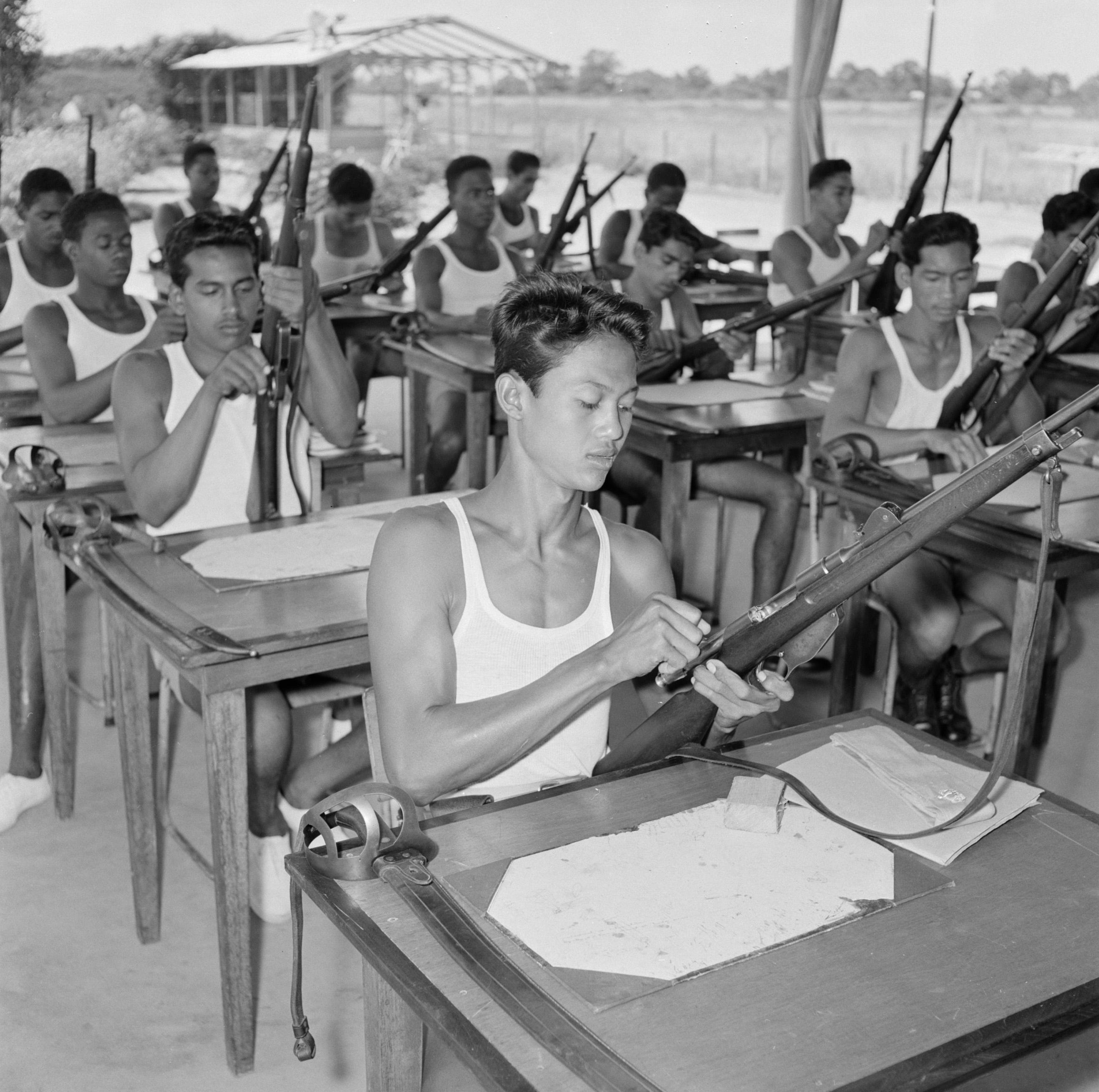
Alumnos de la Escuela de Policía de Surinam, practicando el desarmado básico del M.95 en 1955.